# Corynascidia mironovi
Corynascidia mironovi är en sjöpungsart som beskrevs av Sanamyan, K.E. och N.P. Sanamyan 2002 . Corynascidia mironovi ingår i släktet Corynascidia och familjen högermagade sjöpungar.
Artens utbredningsområde är Södra Ishavet. Inga underarter finns listade i Catalogue of Life.